# Frédéric Tatarian
Frédéric Tatarian est un footballeur français d'origine arménienne né le 30 décembre 1970 à Marseille (Bouches-du-Rhône).

## Biographie
Ce marseillais commence à jouer milieu de terrain, puis devient défenseur central (libéro). 
Avec l'OGC Nice, il joue son premier match de Division 1  le 28 juillet 1994, remporte la Coupe de France en 1997 mais connaît aussi les affres de la relégation Division 2. 

## Carrière de joueur
- 1991-1992 :  Olympique de Marseille (en CFA)
- 1992-1994 :  FC Mulhouse (en Division 2)
- 1994-1995 :  OGC Nice (en Division 1)
- 1995-1996 :  Olympique de Marseille (en Division 2)
- 1996-1997 :  OGC Nice (en Division 1)
- 1997-1998 :  SC Toulon (en Division 2)
- 1998-2000 :  OGC Nice (en Division 2)
- 2000-2002 :  US Créteil-Lusitanos (en Division 2)
- 2002-2003 :  FC Martigues (en National)
- 2003-2004 :  FC Sion (en Challenge League)
- 2004-2005 :  AS Cannes (en National)[1]

## Palmarès
- Vainqueur de la Coupe de France 1997 avec l'OGC Nice